# Ze'ev Herzog
Pour les articles homonymes, voir Herzog.
Ze’ev Herzog (hébreu : זאב הרצוג, né en 1941) est un archéologue israélien.

## Biographie
Ze’ev Herzog est professeur d'archéologie au département d'archéologie et des cultures anciennes du Proche-Orient de l'université de Tel Aviv, spécialisé en archéologie sociale, architecture ancienne et archéologie de terrain. Il a été directeur de l'Institut d'archéologie Sonia et Marco Nadler de 2005 à 2010, et a été conseiller archéologique auprès de la Direction de la Nature et des Parcs, l'autorité israélienne de protection des parcs naturels et nationaux pour la préservation et le développement des parcs nationaux d'Arad et de Beer-Sheva.
Herzog a participé aux fouilles de Tel Hazor et Tel Megiddo avec Yigael Yadin et aux fouilles de Tel Arad et Tel Be'er Sheva avec Yohanan Aharoni. Il a dirigé les fouilles à Tel Beer Sheba, Tel Michal et Tel Gerisa et à Tel Yafo (ancienne Jaffa) en 1997 et 1999.

## Travaux
Herzog fait partie des archéologues israéliens qui disent que « l'archéologie biblique n'est plus le paradigme dominant en archéologie et que l'archéologie est devenue une discipline indépendante avec ses propres conclusions et ses propres observations qui nous présentent en effet une image d'une réalité de l'ancien Israël très différente de celle qui est décrit dans les histoires bibliques. »
En 1999, un article de Herzog en page de couverture dans l’hebdomadaire Haaretz intitulé « Déconstruire les murs de Jéricho » a attiré l’attention et suscité des débats publics considérables. Dans cet article, Herzog cite des preuves soutenant que « les Israélites n'ont jamais été en Égypte, n'ont pas erré dans le désert, n'ont pas conquis la terre dans une campagne militaire et ne l'ont pas transmise aux douze tribus d'Israël. Peut-être encore plus difficile à avaler. est le fait que la monarchie unie de David et Salomon, qui est décrite par la Bible comme une puissance régionale, était tout au plus un petit royaume tribal. Et ce sera un choc désagréable pour beaucoup que le dieu d'Israël, Jéhovah, ait eu une épouse et que la première religion israélite n'a adopté le monothéisme que dans la période décroissante de la monarchie et non au mont Sinaï. »,
Herzog est co-auteur de Has King David's Palace in Jerusalem Been Found? qui s'oppose aux affirmations d'Eilat Mazar qui a déterré ce qu'elle croyait être le palais du roi David à Jérusalem, mais qui est maintenant connue sous le nom de la Grande structure en pierre.

## Publications
- Beer-Sheba II: The Early Iron Age Settlements (1984)
- Excavations at Tel Michal, Israel (1989)  (ISBN 978-0-8166-1622-0)
- Archaeology of the City: Urban Planning in Ancient Israel and Its Social Implications (1997)[5]  (ISBN 978-965-440-006-0)
- The Arad Fortresses (1997)
- Redefining the centre: the emergence of state in Judah, 2004 tau.ac.il